# Neopterocomma populivorum
Neopterocomma populivorum är en insektsart. Neopterocomma populivorum ingår i släktet Neopterocomma och familjen långrörsbladlöss. Inga underarter finns listade i Catalogue of Life.